# طه حامد الشبيب
طه حامد الشبيب وُلد عام 1953 في مدينة الحلة، وتحديدًا في منطقة المسيّب بمحافظة بابل. أكمل دراسته الابتدائية في عام 1966، والمتوسطة في عام 1969، والثانوية في عام 1971. ثم حصل على شهادة البكالوريوس في اللغة العربية من جامعة البصرة عام 1974. واصل دراسته العليا، فحصل على شهادة الماجستير في الأدب العربي، ثم شهادة الدكتوراه في علم الباثولوجي من كندا، بالإضافة إلى شهادة البورد الكندي في البيوكيمياء السريرية.

## المسيرة الأكاديمية
انطلقت مسيرته الأكاديمية في مجال التحليلات المرضية، حيث عمل طبيبًا مختصًا في هذا المجال. تدرّج في المناصب الأكاديمية حتى أصبح أستاذًا مساعدًا في كلية الصيدلة بجامعة البصرة. تولّى منصب عميد الكلية في عامي 2006 و2007، ثم تقاعد عن العمل الأكاديمي في عام 2018. بدأت مسيرته الأدبية في السبعينيات من القرن الماضي، حيث نشر أولى أعماله الروائية. تُعد روايته "إنه الجراد" من أبرز أعماله التي لاقت اهتمامًا نقديًا واسعًا. تتميز رواياته بالأسلوب السردي المبتكر والموضوعات الاجتماعية والسياسية العميقة. حصل على جائزة نجيب محفوظ للرواية عن روايته "الضفيرة" عام 2000، مما عزّز مكانته بين الروائيين العرب.

## المسيرة الأدبية
بدأت مسيرته الأدبية في السبعينيات، حيث نشر أولى أعماله الروائية، وركزت على القضايا الاجتماعية والسياسية في العراق مثل الفقر والعنف والتغير الاجتماعي بعد الحرب. من أبرز أعماله:
- إنه الجراد
- الأبجدية الأولى
- مأتم
- الضفيرة
- خاصرة الرغيف
- الحكاية السادسة
- مواء
- طين حرّي
- حبال الغسيل
- مقامة الكيروسين
- المعظم
- وديعة إبرام
- سأسأة
- في اللا أين
- عن لا شيء يحكي
- خلو
- إلى المزاح أقرب
- سفرة سياحية[5]

تميز أسلوبه الأدبي بالتركيز على القضايا الاجتماعية والسياسية، واستخدام تقنيات سردية مبتكرة، مثل الميتاسرد واللعب السردي في رواية خلو، واستعراض الوجع العراقي المزمن في حبال الغسيل.

## الجوائز والتكريمات
حصل على الجائزة الثالثة في مسابقة جائزة نجيب محفوظ للرواية العربية عام 2000 عن روايته الضفيرة.
كما شارك في العديد من المؤتمرات الأدبية وورش العمل، وأصبح اسمه مرجعًا في الدراسات النقدية الحديثة للأدب العراقي.

## التأثير والريادة
يُعد طه حامد الشبيب من أبرز الروائيين العراقيين المعاصرين، حيث أسهمت رواياته في إثراء الأدب العربي الحديث، وميزت أعماله بالتركيز على قضايا الإنسان في سياق الحرب والتهجير والذكريات الجمعية. كما أصبح نموذجًا للكاتب الأكاديمي الذي يجمع بين البحث العلمي والكتابة الأدبية، مؤثرًا على الأجيال الجديدة من الأدباء والباحثين.